# 20164 Janzajíc
(20164) Janzajíc, denumire internațională (20164) Janzajic, este un asteroid din centura principală de asteroizi.

## Descriere
20164 Janzajíc este un asteroid din centura principală de asteroizi. A fost descoperit pe 9 noiembrie 1996 la Observatorul Kleť de Jana Tichá și Miloš Tichý. Asteroidul prezintă o orbită caracterizată de o semiaxă mare de 2,24 ua, o excentricitate de 0,15 și o înclinație de 4,9° în raport cu ecliptica.